# Les Mains d'Orlac
Pour les articles homonymes, voir Les Mains d'Orlac (homonymie).
Les Mains d'Orlac est un roman policier, doublé d'un récit fantastique, de l'écrivain français Maurice Renard publié en 1920.

## Résumé
Le pianiste Stephen Orlac est victime d'un accident de chemin de fer, qui le blesse gravement à la tête et le prive de ses mains. Le célèbre et controversé docteur Cerral lui greffe celles d'un assassin fraîchement guillotiné. Dès lors, Orlac se demande s'il n'est pas un Mister Hyde ayant hérité de penchants criminels. Il semble souffrir d'hallucinations, s'enfonce dans la dépression. Son épouse enquête pour le sauver, mais le couple est pris dans un complot. Les mystères et les crimes se multiplient autour d'Orlac.

## Adaptations

### Au cinéma
Le livre a fait l'objet de quatre adaptations :
- 1924 : Les Mains d'Orlac (Orlacs Hände), film autrichien réalisé par Robert Wiene, avec Conrad Veidt
- 1935 : Les Mains d'Orlac (Mad Love), film américain réalisé par Karl Freund, avec Peter Lorre
- 1960 : Les Mains d'Orlac (The Hands of Orlac), film franco-britannique réalisé par Edmond T. Gréville, avec Mel Ferrer
- 1962 : Hands of a Stranger, film américain réalisé par Newt Arnold, avec Paul Lukather

### À la télévision
- 1991 : Les Mains d'Orlac, téléfim français réalisé par Peter Kassovitz, avec Jacques Bonnaffé, Lazlo Szabo
- 2013 : Les Mains de Roxana, téléfilm français réalisé par Philippe Setbon, avec Sylvie Testud et Loup-Denis Elion

### Autres adaptations ou citations
- Les Mains d'Orlac, chanson titre (dans le style charleston) de l'album (16 titres, 2006) de Régis Vogelene, inspiré par le roman.
- L'écrivain Malcolm Lowry fait plusieurs fois référence au film de 1935 dans son livre Au-dessous du volcan.
- L'artiste contemporain Eric Vernhes utilise deux adaptations cinématographiques du livre pour son œuvre L'Interprète, he is... exposée à l'espace Pierre-Cardin lors de Show Off en 2013[Quoi ?].